# Bügelfahrt

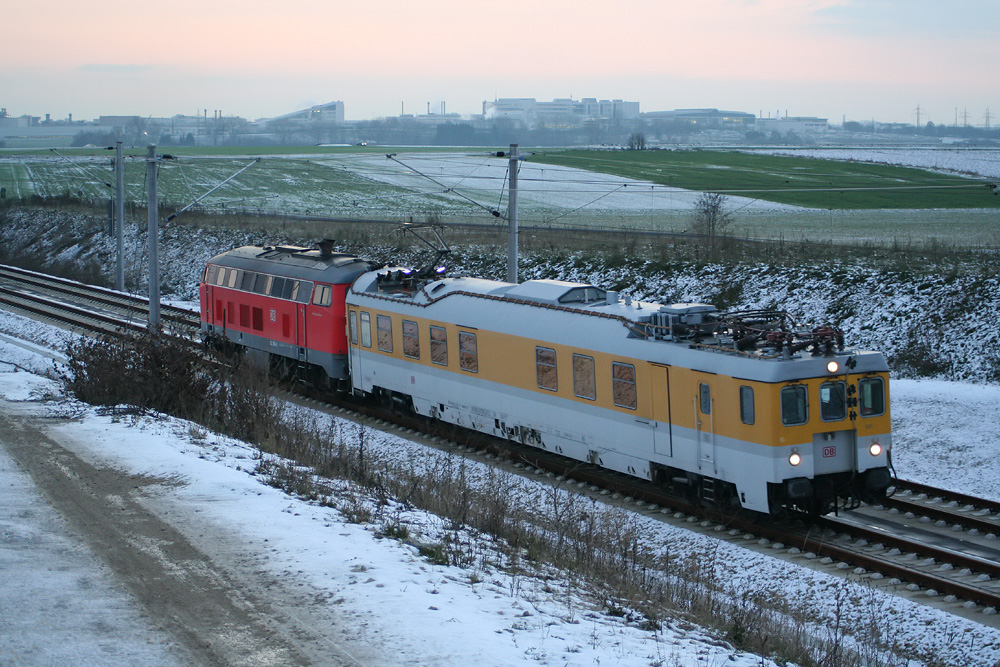
Überprüfen der Oberleitung auf der Schnellfahrstrecke Nürnberg–Ingolstadt mit einem Messstromabnehmer

Als Bügelfahrt wird die erste Testfahrt eines elektrischen Schienenfahrzeugs auf Gleisanlagen bezeichnet. Der Name leitet sich vom Bügelstromabnehmer ab, dessen Kontakt mit dem Fahrdraht zur Stromabnahme dabei überprüft wird. Neben der Funktion der Oberleitungsanlagen werden auch Signale, Weichen, Haltestellenanlagen und diverser anderer technischer Parameter erprobt.
Der Begriff wird oft auch allgemeiner für jede Form von Testfahrt zur Ermittlung der Funktionsfähigkeit einer neu- oder umgebauten Gleisanlage verwendet, etwa um zu testen, ob nach längerem Nichtgebrauch einer Gleisanlage die Gleisfreimeldeanlage noch vorschriftsmäßig Gleisbelegungen meldet.
Zudem wird der Begriff verwendet, wenn für eine Signalanlage die Zählung der Bügelkontakte nicht korrekt erfolgte und nach einem Reset der nächste Zug die korrekte Funktionsweise prüft.